# Pęcherzyca
Pęcherzyca – grupa chorób autoimmunologicznych, których wiodącymi objawami jest akantoliza i tworzenie się pęcherzy, co jest spowodowane utratą połączeń między komórkami nabłonków skóry i błon śluzowych wskutek działania autoprzeciwciał skierowanych przeciwko keratynocytom.
Rozróżnia się następujące typy pęcherzycy:
- pęcherzyca zwykła[4][5]
- pęcherzyca liściasta[2]
- pęcherzyca bujająca[6]
- pęcherzyca rumieniowata[7]
- pęcherzyca paraneoplastyczna[5]
- pęcherzyca opryszczkowata[8]
- pęcherzyca IgA[9]
- pęcherzyca IgG/IgA[9].

## Klasyfikacja ICD10
| kod ICD10     | nazwa choroby                          |
| ------------- | -------------------------------------- |
| ICD-10: L10   | Pęcherzyca                             |
| ICD-10: L10.0 | Pęcherzyca zwykła                      |
| ICD-10: L10.1 | Pęcherzyca bujająca                    |
| ICD-10: L10.2 | Pęcherzyca liściasta                   |
| ICD-10: L10.3 | Pęcherzyca brazylijska [fogo selvagem] |
| ICD-10: L10.4 | Pęcherzyca rumieniowata                |
| ICD-10: L10.5 | Pęcherzyca polekowa                    |
| ICD-10: L10.8 | Inna pęcherzyca                        |
| ICD-10: L10.9 | Nieokreślona pęcherzyca                |